# La Guerre des Trois Henri (téléfilm)
Pour plus de détails, voir Fiche technique et Distribution.
La Guerre des Trois Henri est un téléfilm réalisé pour la télévision française en 1978 et faisant partie de la série Les Grandes Conjurations, reconstitution historique qui retrace la période allant de l’assassinat du duc de Guise en décembre 1588 à celui d'Henri III en août 1589.